# 미르체아 이리메스쿠
미르체아 이리메스쿠(루마니아어: Mircea Irimescu, 1959년 5월 13일, 돌지 주 크라이오바 ~)는 루마니아의 전직 프로 축구 선수로, 현역 시절 우니베르시타테아 크라이오바에서 활약했다. 그는 루마니아 국가대표팀 경기에도 9번 출전했고, 유로 1984에 자국을 대표로 참가했다.
이리메스쿠는 현역 시절 대부분을 우니베르시타테아에서 보냈지만, 엘렉트로푸테레 크라이오바와 독일의 슈포르트프로인데 지겐에서도 보냈고, 이후 자국 무대에서 지도자로 생활했다.

## 수상
우니베르시타테아 크라이오바
- 디비지아 I: 1979–80, 1980–81
- 쿠파 로므니에이: 1976–77, 1977–78, 1980–81, 1982–83